# Royaume de Siam (album)
Pour les articles homonymes, voir Royaume de Siam (homonymie).
Albums de Gérard Manset
2870
(1978) L'Atelier du crabe
(1981)
Royaume de Siam est le septième album de Gérard Manset, paru en 1979. Paroles, musiques, arrangements et orchestrations sont signés Gérard Manset. L'album tire son nom du titre de la première chanson, Royaume de Siam.
Sa pochette, dans l'édition vinyle originale, est une des rares où figure une photo sur laquelle Gérard Manset apparaît de face, sans floutage ni masquage de son visage. Cette édition originale comporte 8 titres.
Si l'album est un des rares d'avant 1982 à ne pas être supprimé lors du passage au CD, seuls cinq des huit titres sont en fait repris dès la ré-édition remixée numériquement parue en CD et en LP en 1988, avec un choix de titres provenant des albums précédents et suivants qui ont eux été supprimés, et une pochette différente.
Le cinquième des dix-neuf CD du coffret Mansetlandia sorti en 2016 est également intitulé Royaume de Siam  et comporte 13 titres.
En 1987, Gérard Manset publie un roman, dont le titre est également Royaume de Siam.

## L'album
Après avoir publié plusieurs albums plutôt introspectifs, évoquant ses errances intérieures, Manset offre ici un album ouvert sur le monde, en particulier sur l'Asie. Grand voyageur, notamment en Orient, Manset livre ici les souvenirs empreints de calme et de sérénité qu'il a rapportés de ses escapades, particulièrement en Thaïlande.
Dans une interview publiée dans la revue Paroles et Musique de novembre 1983, Manset déclare à propos de cet album : « De tous mes disques, c'est Royaume de Siam que je préfère parce que c'est le seul qui correspond à ce que je devrais montrer ou être (...) Rien à reprendre, rien à retoucher. À la fois la maquette et le produit fini. » Cependant, c'est finalement un des rares albums d'avant 1982 dont près de la moitié des chansons a été oubliée des rééditions, ce qui semblerait marquer une certaine désaffection de l'artiste.

## Liste des titres
Version originale vinyle (1979 - Pathé Marconi C070-14721)
- Royaume de Siam - 3:09
- Balancé - 4:52
- La mer n'a pas cessé de descendre - 3:36
- Quand tu portes - 3:33
- La neige est blanche - 4:24
- Fini d'y croire - 4:01
- Le jour où tu voudras partir - 4:00
- Seul et chauve - 5:01

Balancé, Fini d'y croire et Seul et chauve n'ont jamais été repris après l'édition initiale en vinyle.
Ré-édition CD (1988 - remixage digital - en CD EMI 7905652 et en LP EMI 7905651)
- Royaume de Siam - 3:17
- La mer n'a pas cessé de descendre - 3:44
- Le jour où tu voudras partir - 4:03
- Manteau rouge - 4:28 (2)
- Les îles de la Sonde - 3:00 (2)
- Le pont - 5:29 (1)
- La neige est blanche - 4:28
- Quand tu portes - 3:36
- Ton âme heureuse - 3:58 (1)
- Le masque sur le mur - 4:35 (2)

(1) : extrait de l'album 2870

(2) : extrait de l'album L'atelier du crabe
Ré-édition CD Mansetlandia (2016 - Parlophone / Warner Music)
- Le pont (1)
- La mer n'a pas cessé de descendre
- Quand tu portes
- Royaume de Siam
- Marin' bar (2)
- Le jour où tu voudras partir
- Manteau rouge (2)
- Les îles de la Sonde (2)
- La neige est blanche
- L'atelier du crabe (2)
- Il faut toujours se dire adieu (2)
- Le masque sur le mur (2)
- Marchand de rêves (3)

(1) : extrait de l'album 2870

(2) : extrait de l'album L'atelier du crabe

(3) : extrait de l'album  Le train du soir